# Mouhammad Alammar
Le Dr Mouhammad Alammar (en arabe : محمد العمار) est un défenseur de la non-violence, médecin, prédicateur musulman, écrivain et figure de l'opposition syrienne. 

## Biographie
Né dans le village de Namar, dans le gouvernorat de Daraa, le 2 février 1962, le Dr Mouhammad Alammar est un médecin pratiquant titulaire d'un doctorat en médecine de l'Université de Tishreen, en Syrie. Il est bénévole à la mosquée Omar Ibn Alkhatab de Namar, où il donne des sermons de 1993 à 1998. Il donne également des cours dans des centres culturels et des conférences en Syrie et à l'étranger. 
Il se décrit comme « un médecin syrien accusé d'un intérêt pour la philosophie, l'histoire, la religion et l'humanisme; un intellectuel qui ressent la responsabilité de faire de son monde un endroit plus éclairé et meilleur, attiré par les réalisations et les découvertes de l'humanité dans la nature, la psychologie et la sociologie. » 
Il est signataire de la Déclaration de Damas. 
Il est membre du Comité national de coordination pour le changement démocratique.  
Il fait partie des groupes de réflexion et d'enseignement de la non-violence auprès des jeunes de Daraya.  
Le Dr Alammar est arrêté et détenu à deux reprises par les services de renseignements militaires syriens en 2011, le 3 mai puis le 17 septembre, et est victime de disparition forcée le 19 mars 2012,, il est actuellement emprisonné,,.
L'observatoire pour la protection des défenseurs des droits humains, la Fédération internationale des ligues des droits de l'homme et l'Organisation mondiale contre la torture rappellent qu'il est, de même que 3 autres militants arrêtés également, « engagé dans des activités de promotion de la non-violence, des réformes démocratiques, de la levée de l'état d'urgence, du droit à la liberté de réunion pacifique, de la réconciliation nationale, de la libération des prisonniers d'opinion et de la lutte contre la corruption ». Ces organisations affirment que les 4 militants arrêtés, Osama Nassar, Mutaz Mourad, Mouhammad Alammar et Anas Al-Shughri, avaient, pendant les mois précédant leur arrestation, « surveillé et alerté sur les violations des droits de l'homme commises pendant la répression du mouvement de protestation pacifique », sont victimes d'acharnement judiciaire et elles appellent en conséquence à leur libération immédiate. 